# Der Junggeselle (Zeitschrift)

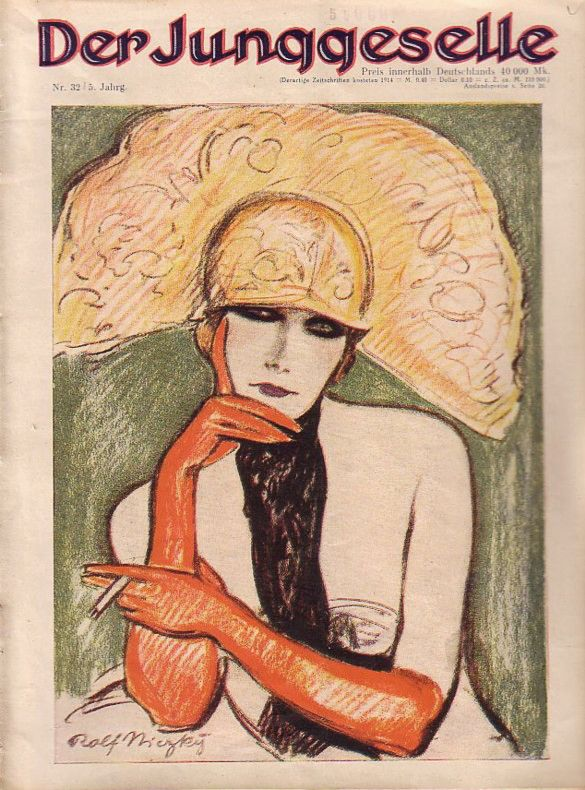
Der Junggeselle, Nr. 32, 1923. Umschlag von Rolf Niczky

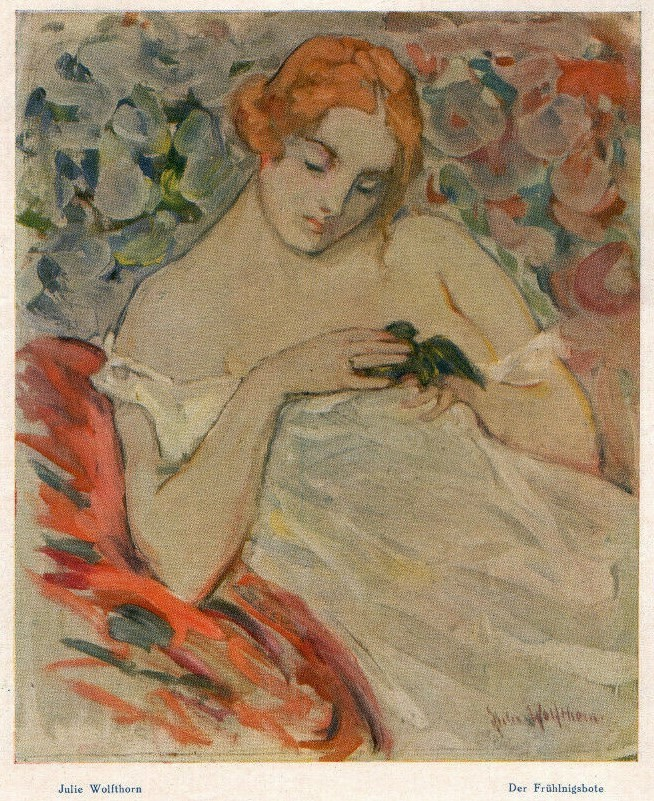
Julie Wolfthorn: Der Frühlingsbote (1924)

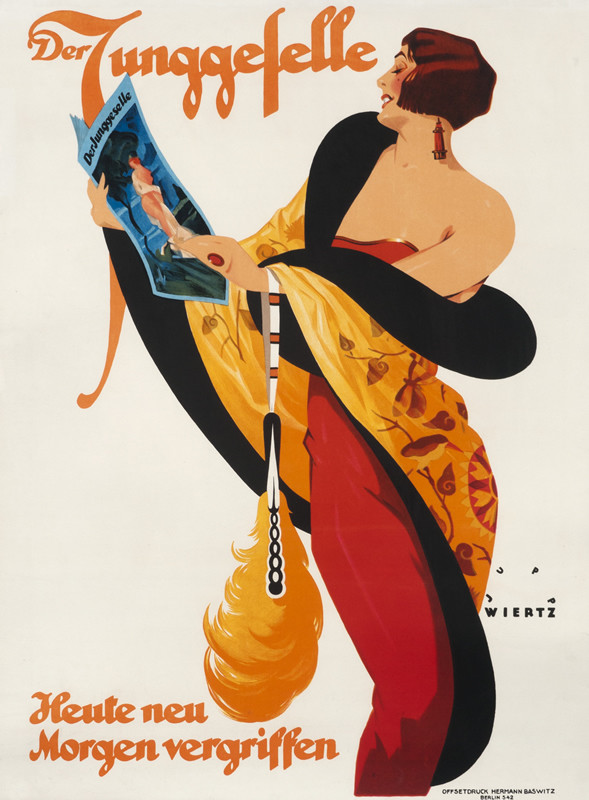
Heute neu, morgen vergriffen. Werbeplakat von Jupp Wiertz (1920er)

Der Junggeselle war eine Herrenzeitschrift, die von 1919 bis 1929 wöchentlich im gleichnamigen Verlag in Berlin erschien. Vermutlich war dies die erste deutsche, ausschließlich an männliche Leser gerichtete Massenpublikation mit eindeutig sexuellen Inhalten. Eine englische Teilausgabe hieß „Bachelor“. Die Redaktion hielt die Ästhetik hoch. Deswegen war die Zeitschrift geprägt von Illustrationen zahlreicher Künstler des Art déco und Jugendstils wie Jeanne Mammen, Jupp Wiertz, Wilhelm Gallhof oder Rolf Niczky. Sie wurde zeitweise von Hermann Marten August Max Freiherr von Eelking herausgegeben, der auch das Deutsche Institut für Herrenmode begründete.

## Typische Inhalte
Eine typische Ausgabe aus der Mitte der 1920er Jahre begann mit einem Titelbild, das entweder eine in erotischer Pose gemalte Frau oder Herren beim sportlich-fröhlichen Beisammensein zeigte. Es folgte eine Seite mit mehr oder weniger lyrisch formulieren Grundüberlegungen zum Zeitgeist des Mannes wie etwa über die Gemeinsamkeiten zwischen Ehe(frau) und Radio:
„Darum –: schonende Behandlung
Für die Frau und für den Funk!
Daß sie trotz der Jahre Wandlung
Beide bleiben frisch und jung.“
Neben zahlreichen Illustrationen und nur wenigen Fotos machten den Kern des Hefts Kurzgeschichten und Fortsetzungsromane auf dem Niveau von Groschenromanen aus. Eine stark bebilderte, kurze Sektion beschäftigte sich mit Herrenmode, etwa dem Tee-Anzug, eine andere mit analytischen Betrachtungen zu Börse, Währung und Wirtschaft.
Der Tenor des Hefts ist, wie der von späterer Erotikliteratur für Männer auch, frauenfeindlich. Frauen haben einem Männerbild zu entsprechen. Typisches Beispiel aus dem Heft 2/1925 von einem Autor mit dem Kürzel „H. M." [Hermann Marten (...August Max Freiherr von Eelking)], Titel: Reizlose Frauen:
„Ein Weib mit vollendeten Tatsachen, aber ohne Pikanterie ist wie ein Feuilleton, dem der Zensor die nahrhaftesten Stellen gestrichen hat. Ein brüstiges Weib ohne einen Schuß Keßheit bleibt eine Nummer, wird aber nie eine Klasse für sich werden.“
Die Zeitschrift erschien immer donnerstags und warb damit, am Freitag bereits vergriffen zu sein. In vielen Heften taucht die Warnung auf, das künstlerische Konzept des Junggesellen nicht zu „imitieren“.

## Eigenwerbung 1923
In einer Werbeanzeige von 1923 heißt es:
„Der große und nachhaltige Erfolg gründet sich auf die besondere Note des Blattes, das im Rahmen mondäner Sittenschilderung das galant-erotische Moment mit schlagkräftigen Leitartikeln und wirtschaftspolitischen Betrachtungen zu einem Ganzen vereint. Mit rücksichtsloser Offenheit wird hier allen Kreisen ein Spiegel vorgehalten“.
In dieser Eigenwerbung wird eine Auflage von annähernd 50.000 Exemplaren genannt.

## Mitarbeiter
| | |
| Chefredakteure - Max Schievelkamp (1919–1923 sowie 1925–1929) - Egon Hugo Strassburger (1923–1925) Redakteure und Autoren (Auswahl) - Hans Bethge - Franz Blei - Elsa von Bonin - Alfred Brie - Manfred Georg - Wolfgang von Lengerke - Robert Misch - Dinah Nelken - Walter Oehme - Pem - Erich Maria Remarque - Roda Roda - Charlie Roellinghoff - Hans Arthur Thies | Illustratoren (Auswahl) - Frank Behmak - Charlotte Berend-Corinth - Max Brüning - Wilhelm Gallhof - Willibald Grein - Willi Jennrich - Gustav Kamelhard - E.L. Kretschmann - Max Ludwig - Jeanne Mammen - Fritz Meisel - Rolf Niczky - Paul Telemann - Paul Wendling - Jupp Wiertz - Julie Wolfthorn |